# Web Mèdica Acreditada
Web Mèdica Acreditada (WMA) és una programa de qualitat i de certificació de webs de contingut sanitari a Espanya i Amèrica Llatina fundat el 1999 a Barcelona. Està promogut pel Col·legi Oficial de Metges de Barcelona amb l'objectiu de crear una comunitat de confiança per al públic en general, pacients i professionals de la salut.
Una vegada s'ha realitzat la revisió del lloc web (per dos avaluadors independents i en dos moments diferents) i, si s'ajusta als criteris de qualitat, es concedeix, a la web sol·licitant, el Segell de Qualitat que certifica que aquesta web ha estat revisada i compleix una sèrie de criteris de qualitat. WMA es basa en els «Principios de Buena Práctica» creats amb aquesta finalitat per a webs amb informació sanitària, en les recomanacions del Codi d'Ètica Mèdica i Deontologia i en els Criteris de qualitat per a webs de salut de la Unió Europea (eEuropa).).
Els criteris generals en els quals es basa per a la revisió de les pàgines web són els següents: acreditació, identificació, continguts, confidencialitat, control i validació, publicitat i altres fonts de finançament, consulta virtual, i incompliment i responsabilitats.
A la web de WMA existeix un índex de webs que han obtingut el segell de qualitat i s'ha creat el Cercador WMA-Google que permet fer cerques únicament entre les webs acreditades i un conjunt de webs d'institucions sanitàries de referència, com ara el Ministeri de Sanitat, Política Social i Igualtat d'Espanya i l'Organització Mundial de la Salut (OMS). Aquesta iniciativa va ser dirigida per Miguel Ángel Mayer fins al 2014.